# Десантная улица (Зеленогорск)
Деса́нтная у́лица — улица в городе Зеленогорске Курортного района Санкт-Петербурга. Проходит от Пограничной улицы на запад до территории детского психоневрологического санатория «Пионер» (Приморское шоссе, 595). На восток продолжается Бронной улицей.
С 1920-х годах улица носила название Marjankatu. Тогда в неё входила современная Бронная улица. После войны улицу разделили на две — Десантную и Бронную. Оба названия отражают военную тематику (помимо перечисленных, есть также Экипажная улица).